# Penares mastoidea
Penares mastoidea är en svampdjursart som först beskrevs av Schmidt 1880.  Penares mastoidea ingår i släktet Penares och familjen Ancorinidae.
Artens utbredningsområde är Grenada. Inga underarter finns listade i Catalogue of Life.